# Chinese Chuandong hound
Der Chinese Chuandong hound ist eine nicht von der FCI anerkannte Hunderasse aus der Volksrepublik China. Die Rasse wird von der China Kennel Union (CKU), die China in der FCI vertritt, als nationale Rasse anerkannt. Die CKU reiht die Rasse nach FCI-Standard in Gruppe 6 ein: Laufhunde, Schweißhunde und verwandte Rassen. Die FCI Anerkennung wird angestrebt.

## Herkunft und Geschichte
Die Geschichte dieser Rasse lässt sich bis in die westliche Han-Dynastie (BC 202 - AD 8) zurückverfolgen. Am 20. April 2000 fanden Archäologen in Chongqing einen riesigen Friedhof der westlichen Han-Dynastie. Dort wurde eine große Anzahl von Hundekeramikstatuen dieser Art gefunden. Einige von ihnen dienten als Schutzgott, um das Grab der Adelsfamilie im Geiste zu begleiten. Diese uralte Rasse wurde auch für die Jagd im Berggebiet von Ost-Sichuan verwendet. Sie sind intelligente, furchtlose, agile Arten mit hervorragendem Geruchssinn. Der Chuandong Hound ist ein mittelgroßer Hund, der mit einem kurzen, rauen Fell bedeckt ist, das seine Flexibilität beim Jagen verbessert.

## Beschreibung
Sowohl der Chinese Chuandong Hound als auch der Chinese Chongqing Dog wurden aus denselben Vorfahren herausgezüchtet. Die CKU, der chinesische Hundezuchtverband, führt diese unter separaten Namen. Er ist ein mittelgroßer Hund, größer als der Chongqing Dog, furchtlos. Die Muskeln sind gut entwickelt und ihre anatomische Struktur ist für Aktivitäten geeignet. Der Hund ist rechteckig und etwas länger als groß. Das Fell ist in unterschiedlichen Rottönungen, es ist hart, kurz, ohne Unterwolle. Die Schulterhöhe beträgt für den Rüden 45 bis 50 cm und für die Hündin 40 bis 45 cm. Vom Chinese Chongqing Dog unterscheidet er sich deutlich durch seine Größe und seine längere Schnauze.

## Verwendung
Im Rassestandard sind die Verwendungen Haushund, und Jagdbegleiter angegeben.